# Le Concert des Nations
Le Concert des Nations es una orquesta creada en 1989 por Jordi Savall. Utiliza instrumentos de época e interpreta un repertorio orquestal y sinfónico que se extiende desde el Barroco hasta el Romanticismo, es decir desde 1600 hasta 1850 aproximadamente. El nombre de la orquesta está basado en la obra "Les Nations" de François Couperin.

## Historia
La formación se creó inicialmente con la finalidad de contar con una orquesta que utilizara instrumentos de época durante la preparación de la obra "Canticum Beatae Virgine" de Marc-Antoine Charpentier. Fue la primera orquesta de este tipo formada principalmente por músicos procedentes de países de cultura latina, como España, América Latina, Italia, Portugal, Francia, etc.
La orquesta ha actuado frecuentemente junto al conjunto vocal e instrumental La Capella Reial de Catalunya y en alguna ocasión con el grupo Hespèrion XXI, formaciones ambas dirigidas también por Jordi Savall.
El conjunto cuenta con el patrocinio de la Generalidad de Cataluña.

## Discografía

### Álbumes originales
Las grabaciones que vienen a continuación se han ordenado por la fecha en la que fueron publicadas por primera vez, pero se han puesto las ediciones más modernas que se pueden encontrar actualmente en CD:
- 1989 – Charpentier: Canticum ad Beatam Virginem Mariam. (Astrée, Naïve "Musica Gallica" ES 9929).
- 1991 – Haydn: Les Septs dernières Paroles De Notre Rédempteur sur la croix, Hob. XX.1. Con Rafael Taibo. (Astrée, Naïve "Musica Germanica" ES 9935).
- 1991 – Martín y Soler: Una Cosa rara. Opéra en deux actes. Con La Capella Reial de Catalunya, Maria Angeles Peters, Montserrat Figueras, etc. (Astrée, Auvidis E 8760 3 CD).
- 1991 – J.S. Bach: Les Quatre Ouvertures, Suites pour orchestre, BWV 1066-1069. Con La Capella Reial de Catalunya. (Astrée, Naïve "Musica Germanica" ES 9958 2 CD).
- 1991 – J.S. Bach: Les Six Concerts Brandebourgeois. Con La Capella Reial de Catalunya. (Astrée, Naïve "Musica Germanica" ES 9948 2 CD).
- 1992 – Mozart: Requiem & Maurerische Trauermusik. Con La Capella Reial de Catalunya, Montserrat Figueras, Claudia Schubert, Gerd Türk y Stephan Schreckenberger. (Astrée, Naïve "Musica Germanica" ES 9965).
- 1992 – Tous les matins du Monde. Obras de Marais, Sainte Colombe, Couperin, Lully, etc. (Alia Vox AV 9821 (CD), AVSA 9821 SACD-H).
- 1993 – Haendel: Water Music, Music for the Royal Fireworks. (Alia Vox AVSA 9860 SACD-H).
- 1994 – Marais: Alcione. Suites des Airs à joüer (1706). (Astrée, Naïve "Musica Gallica" ES 9945).
- 1994 – Arriaga: L'oeuvre orchestrale.  Con La Capella Reial de Catalunya. (Astrée, Auvidis E 8532)
- 1996 – Beethoven: Sinfonía "Eroica" Nr. 3, Coriolan Ouvertüure. (Astrée, Naïve "Musica Germanica" ES 9959).
- 1997 – Purcell: The Fairy Queen & The Prophetess. (Alia Vox AVSA 9866 SACD-H).
- 1997 – Suites d'orchestre 1650-1660. Guillaume Dumanoir, Michel Mazuel, Mr. de La Voye & Anonymes. (Fontalis, Auvidis "Musica Gallica" ES 9908).
- 1997 – Marquise (Bande originale du film). Con obras de Marin Marais, Luigi Rossi, Guillaume Dumanoir y Jean Baptiste Lully. (Alia Vox 097 01).
- 1999 – Biber: Missa Bruxellensis. Con La Capella Reial de Catalunya. (Alia Vox AV 9808).
- 1999 – Lully: L'Orchestre du Roi Soleil. Symphonies, Ouvertures & Airs à jouer. (Alia Vox AV 9807 (CD), AVSA 9807 SACD-H).
- 2001 – J.S. Bach: Musikalisches Opfer. (Alia Vox AV 9817).
- 2002 – Vivaldi / Corselli: Farnace. Dramma per musica in tre atti. Con el Coro del Teatro de la Zarzuela, Sara Mingardo, etc. (Alia Vox AV 9822 A/C 3 CD).
- 2002 – L'Orchestre de Louis XIII. Recueil de plusieurs airs par Philidor L'Aisné. (Alia Vox AV 9824 (CD), AVSA 9824 SACD-H).
- 2002 – Biber: Battalia, Requiem à 15. Con La Capella Reial de Catalunya. Alia Vox AV 9825.
- 2002 – Monteverdi: L'Orfeo. Favola in musica. Con La Capella Reial de Catalunya. (BBC "Opus Arte" OA 0843 D DVD).
- 2003 – Vivaldi: La Viola da gamba in Concerto. (Alia Vox AV 9835).
- 2005 – Couperin: Les Concerts Royaux, 1722. (Alia Vox AV 9840 (CD), AVSA 9840 SACD-H).
- 2005 – Boccherini: Fandango, Sinfonie & La Musica Notturna di Madrid. Con Rolf Lislevand. (Alia Vox AV 9845 (CD), AVSA 9845 SACD-H).
- 2006 – Mozart: Serenate Notturne. Eine kleine Nachtmusik. (Alia Vox AV 9846 (CD), AVSA 9846 SACD-H).
- 2007 – Lachrimæ Caravaggio. Con música de Jordi Savall y textos de Dominique Fernandez. Con Hespèrion XXI. (Alia Vox AV 9852 (CD), AVSA 9852 SACD-H).
- 2007 – Haydn: Septem Verba Christi in Cruce. Original version for orchestra, Hob. XX.1. (Alia Vox AV 9854 (CD), AVSA 9854 SACD-H).
- 2010 – Le Concert Spirituel au temps de Louis XV (1725-1774). Con música de Corelli, Telemann y Rameau. (Alia Vox AVSA 9877 SACD-H).

#### Álbumes junto con otros grupos
- 2000 – Resonanzen 2000. Vox populi - Vox Dei. ORF "Edition Alte Musik" (CD 252 3 CD).
- 2003 – Resonanzen 2003. Krieg und Frieden. ORF "Edition Alte Musik" (CD 341 3 SACD).
- 2005 – Resonanzen 2005. Metropolen. ORF "Edition Alte Musik" (CD 417 4 SACD-H + Bonus CD).

### Álbumes recopilatorios y cajas de discos

#### Álbumes recopilatorios
Los álbumes recopilatorios de Le Concert des Nations, en solitario o acompañados por otras grabaciones de los grupos de Jordi Savall (Hespèrion XX / Hespèrion XXI, La Capella Reial de Catalunya), Montserrat Figueras, etc. son los siguientes:
- 1992 – España. Anthologie de la Musique espagnole. (Astrée, Auvidis E 850).
- 1996 – Vox Æterna. Fontalis (Auvidis) "XIème siècle - XVIIIème siècle" (ES 9902).
- 1997 – Offertorium. Fontalis (Auvidis) "Portrait" (ES 9906).
- 1997 – Meslanges royaux au temps de Louis XII et Louis XIV. Fontalis (Auvidis) "Musica Gallica" (ES 9914).
- 1998 – Du Baroque au Pré-romantisme. Fontalis (Auvidis) "Portrait" (ES 9903).
- 1998 – Ars Musicae. Fontalis (Auvidis) "Portrait" (ES 9910 2 CD).
- 2001 – Tous les matins du Monde (ed. 2). (Alia Vox AV 9821 (2 CD), AVSA 9821 SACD-H+CD).
- 2001 – Harmonie universelle. (Alia Vox AV 9810).
- 2003 – Vivaldi: Farnace, Venezia 1727. Arie Favorite, Favorite Aires. (Alia Vox AV 9830). . Son extractos de la grabación completa en 3 CD Antonio Vivaldi / Francesco Corselli: Farnace
- 2004 – Harmonie universelle II. (Alia Vox AV 9839).
- 2005 – Les Grandes Eaux Musicales de Versailles 2005. Chefs-d'oeuvre instrumentaux des règnes de Louis XIII et Louis XIV. (Alia Vox AV 9842).
- 2007 – Ludi Musici. The Spirit of Dance. L'Esprit de la Danse. (Alia Vox AV 9853).
- 2008 – La Barcha D'Amore. 1563-1685. (Alia Vox AV 9811).
- 2008 – Invocation à la nuit. Musica Notturna. (Alia Vox AV 9861).

#### Álbumes recopilatorios junto con otros grupos
Los álbumes recopilatorios de Le Concert des Nations en los que además intervienen otros grupos ajenos a los citados anteriormente son:
- 1994 – La musique au temps des Castrats. (Astrée, Auvidis "le Club" E 8552).
- 1999 – Shakespeare et la Musique Anglaise. (Naïve, Auvidis "Special" AS 1 29002).

#### Cajas de discos
- 1992 – España XVe-XXe. Six siècles de musique espagnole. (Astrée, Auvidis E 8600 7 CD). . Es una caja de 7 CD que incluye un álbum en el que interviene Le Concert des Nations:
  - 1992 – España. Anthologie de la Musique espagnole (Recopilatorio)
- 1998 – Portraits. (Fontalis, Auvidis "Portrait" ES 9918 6 CD). . Es una caja de 6 CD que incluye los siguientes álbumes recopilatorios en los que interviene Le Concert des Nations: 
  - 1997 – Offertorium
  - 1998 – Du Baroque au Pré-romantisme
  - 1998 – Ars Musicae
- 2003 – Musica Æterna. (Astrée, Naïve ES 9983 5 CD). . Es una caja de 5 CD que incluye 2 álbumes en los que interviene Le Concert des Nations:
  - 1989 – Charpentier: Canticum ad Beatam Virginem Mariam
  - 1991 – Haydn: Les Septs dernières Paroles De Notre Rédempteur sur la croix, Hob. XX.1
- 2001 – Bach's Testament. (Alia Vox AV 9819 A/C 3 CD). . Es una caja de 3 CD que incluye un álbum en el que interviene Le Concert des Nations:
  - 2001 – J.S. Bach: Musikalisches Opfer